# Acronis True Image
Acronis True Image — комп'ютерне програмне забезпечення для резервного копіювання, відновлення і перенесення даних операційних систем Microsoft Windows, OSX, iOS і Android. Дозволяє створювати завантажувальні носії, що дають змогу користуватися програмою до запуску операційної системи.

## Можливості
Основне призначення програми — створення резервних копій даних та їх подальше відновлення. Зокрема Acronis True Image дозволяє відновлювати операційну систему з усіма користувацькими файлами та переносити розділи на нові носії. Є два режими резервування: окремих файлів і цілих розділів диска (всього жорстокого диска). Образ розділу містить його посекторну точну копію. Дані можна зберегти на іншому розділі, зовнішньому носієві, або завантажити до хмарного сховища. Програма передбачає роботу з багатьма пристроями, як ПК, так і планшетами чи смартфонами.
Основні інструменти Acronis True Image це:
- Клонування диска — створення копії розділів одного диска на іншому, в тому числі з метою перенесення операційної системи та користуввацьких файлів на новий диск більшого обсягу.
- Створення «рятівного» носія — копіювання програми на оптичний диск або флеш-накопичувач. Це дає змогу запускати огляд, копіювання і відновлення розділів до завантаження операційної системи.
- Універсальний відновник — створення резервної копії на зовнішній носій з метою швидкого відновлення дієздатності комп'ютера в разі несправності операційної системи чи втрати файлів.
- Паралельний доступ — отримання доступу до цільового комп'ютера з інших пристроїв.

Крім того Acronis True Image містить ряд утиліт, покликаних полегшити роботу з комп'ютером. З-поміж них: резервування інформації про комп'ютер та користувачів, активація запуску Acronis True Image перед запуском операційної системи, встановлення нового диска, цілковите знищення всіх даних з диска, огляд і зміна розміру зони диска, використовуваної програмою, знищення історії дій користувача, та обмеження дій, що можуть завдати шкоди ціним даним.

## Підтримувані файлові системи
NTFS, FAT32, ext2, ext3, ext4, ReiserFS і Linux Swap.

## Формат файлів
Файли з резервною копією мають розширення .tib, що працюють в усіх виданнях програми. Однак, не гарантується коректна робота файлів, створених у старих версіях Acronis True Image з новими.